# أتشيريالي
الْياج أو لِياج (أو أتشيريالي) (بالإيطالية: Acireale)‏، مدينة إيطالية في جزيرة صقلية ضمن مقاطعة قطانية وتبعد عن مدينة قطانية 15 كم شمالا مطلة على البحر الأيوني وقيبة من جبل إتنا، يعتمد اقتصادها على زراعة الفواكه والصناعات المتعلقة بها والسياحة واستغلال ينابيع المياه المعدنية، عدد سكانها 52.394 نسمة.
وتشتهر بالكاتدرائيتها ذات الطراز القوطي الحديث، ولوحات كنيسة القديس سبسطيان الذي لخص مجمل أشكال الحركة الباروكية في صقلية. بها أقدم أكاديمية في صقلية "Accademia dei Dafnici e degli Zelanti".

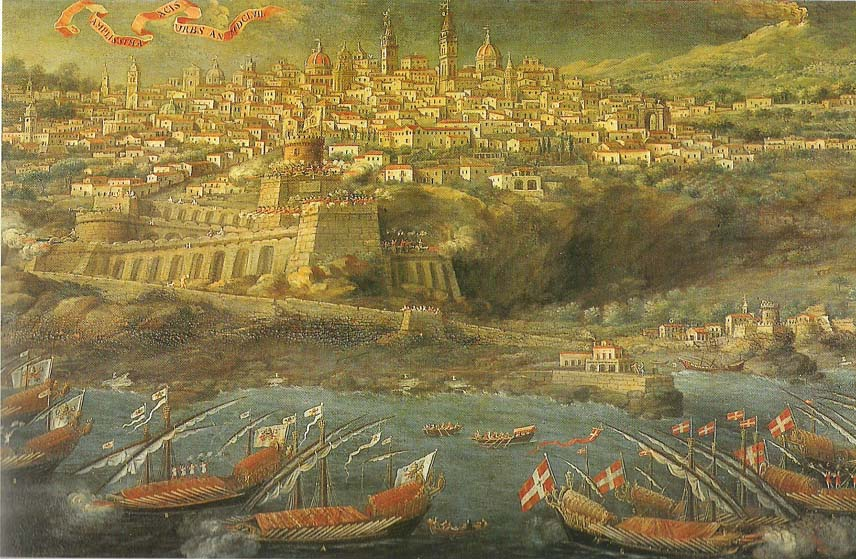
الياج في القرن السابع عشر
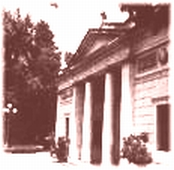
مدخل نبع سانتا فينيرا عام 1921 م
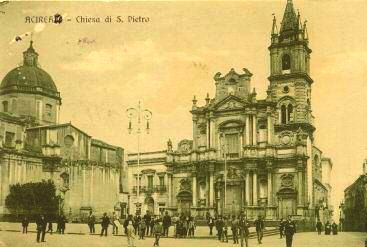
ساحة الكاتدرائية بدايات القرن الماضي
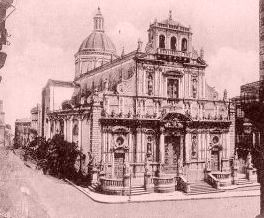
كنيسة القديس سبسطيان بدايات القرن الماضي
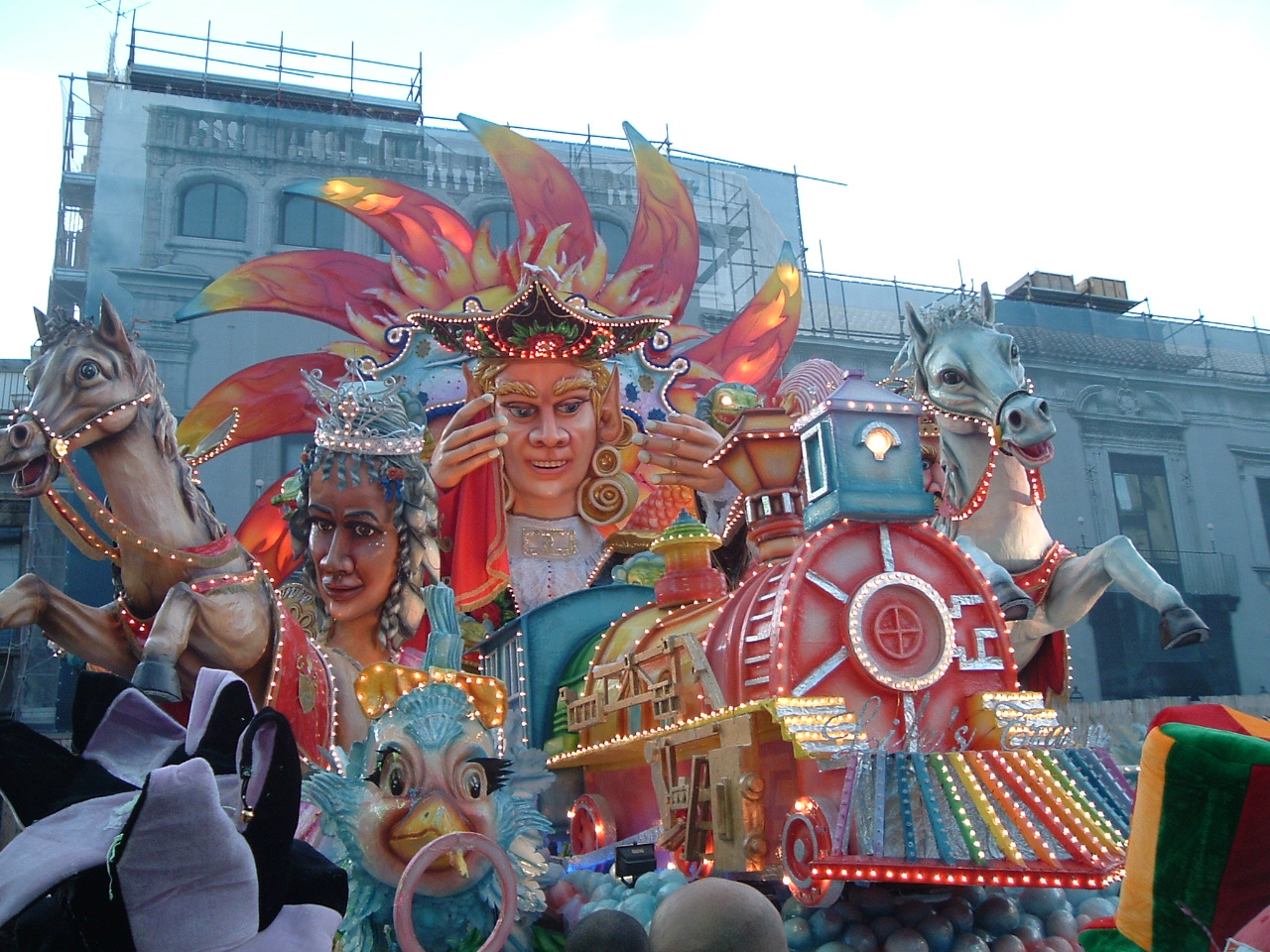
العربة الفائزة في كرنفال المدينة 2006 م

## السكان
في سنة 1861 بلغ عدد السكان 30٬785 نسمة، وتطور العدد ليصل في سنة 2011 لـ 51٬456 نسمة.
يظهر هذا المخطط البياني تطور النمو السكاني لـ أتشيريالي

## توأمة
لأتشيريالي اتفاقيات توأمة مع كل من:
- مار دل بلاتا
- فياريدجو
- توري أنونزياتا

## أعلام
- أومبرتو باربارو
- غايتانو فيكيرا